# قمبريط كثيف
قمبريط كثيف (الاسم العلمي:Combretum constrictum) هو نوع من النباتات يتبع جنس القمبريط من الفصيلة القمبريطية.